# Dick Heckstall-Smith
Dick Heckstall-Smith (eredeti nevén Richard Malden Heckstall-Smith; (Ludlow, 1934. szeptember 26.  – Hampstead, London,  2004. december 17.) angol jazz és blues-szaxofonos.

## Életpályája
Heckstall-Smith 1963-ban megalapította a Graham Bond Organization nevű együttest (Graham Bonddal, Jack Bruce-szal és Ginger Bakerrel. Ez a formáció 1966-ban feloszlott. Heckstall-Smith 1968-ban Jim Roche gitárossal, Tony Reeves basszusgitárossal, Jon Hiseman dobossal, Dave Greenslade billentyűssel és James Litherland gitárossal együtt megalakította a Colosseum zenekart. Az együttes 1971-ben felbomlott, ám 1994-ben ismét összeállt. A turnékkal kapcsolatos elképzeléseket hamarosan fel kellett adniuk, Heckstall-Smith egészségi állapotának romlása miatt. 
Pályája során számos nagyhatású  blues rock és jazz fusionegyüttessel játszott, mint pl. Blues Incorporated, The Graham Bond Organization, John Mayall, Colosseum. 
1991 és 2000 között Magyarországon is több alkalommal fellépett.

## Diszkográfiája
- Blues and Beyond (2001)
- Obsession Fees, John Etheridge együttesével (R&M (Németország), 1998)
- Celtic Steppes (33 Jazz)
- On the Corner/Mingus in Newcastle (33 Jazz, 1998)
- Bird in Widnes, John Stevensszel (Konnex, 1995)
- This That, Jack Bruce and John Stevensszel (Atonal, 1995)
- Celtic Steppes (Twentythree, 1995)
- Where One Is (1991)
- Live 1990, John Etheridge, Rainer Glas és Joe Nay-jel (L+R, 1991)
- Woza Nasu (Aura, 1991)
- A Story Ended (Bronze, 1972)
- Solid Bond Graham Bond Organisationnel (Warner Bros, dupla album, 1970. május)

## Bibliográfia
- The Safest Place in the World: A Personal History of British Rhythm and Blues (Quartet, 1984, ISBN 978-0704326965)
- Blowing the Blues: Fifty Years Playing the British Blues, with Pete Grant (Clear Books, 2004, ISBN 978-1904555049)

## Külső hivatkozások
- "Interview with Dick Heckstall-Smith" Archiválva 2009. augusztus 22-i dátummal a Wayback Machine-ben, Let it Rock, July 2003.
- Dick Heckstall-Smith Jack Bruce web diary entry and tribute
- Dick Heckstall-Smith interviews on the Graham Bond website
- Pete Brown – poet, lyricist – discusses influences with Dick Heckstall-Smith, Morgensterns Diary Service.
- Dick Heckstall-Smith's Memories of Cyril Davies. "You don't know Dick – Introducing DH-S" – by Pete Grant.
- Stephanie Lynne Thorburn, Soul Survivor: A Vignette Etude of Saxophonist Dick Heckstall-Smith, TrueFire. EBook text containing biography, interview and obituary. Retrieved 26 June 2012.